# Anschlag in Mogadischu am 29. Oktober 2022

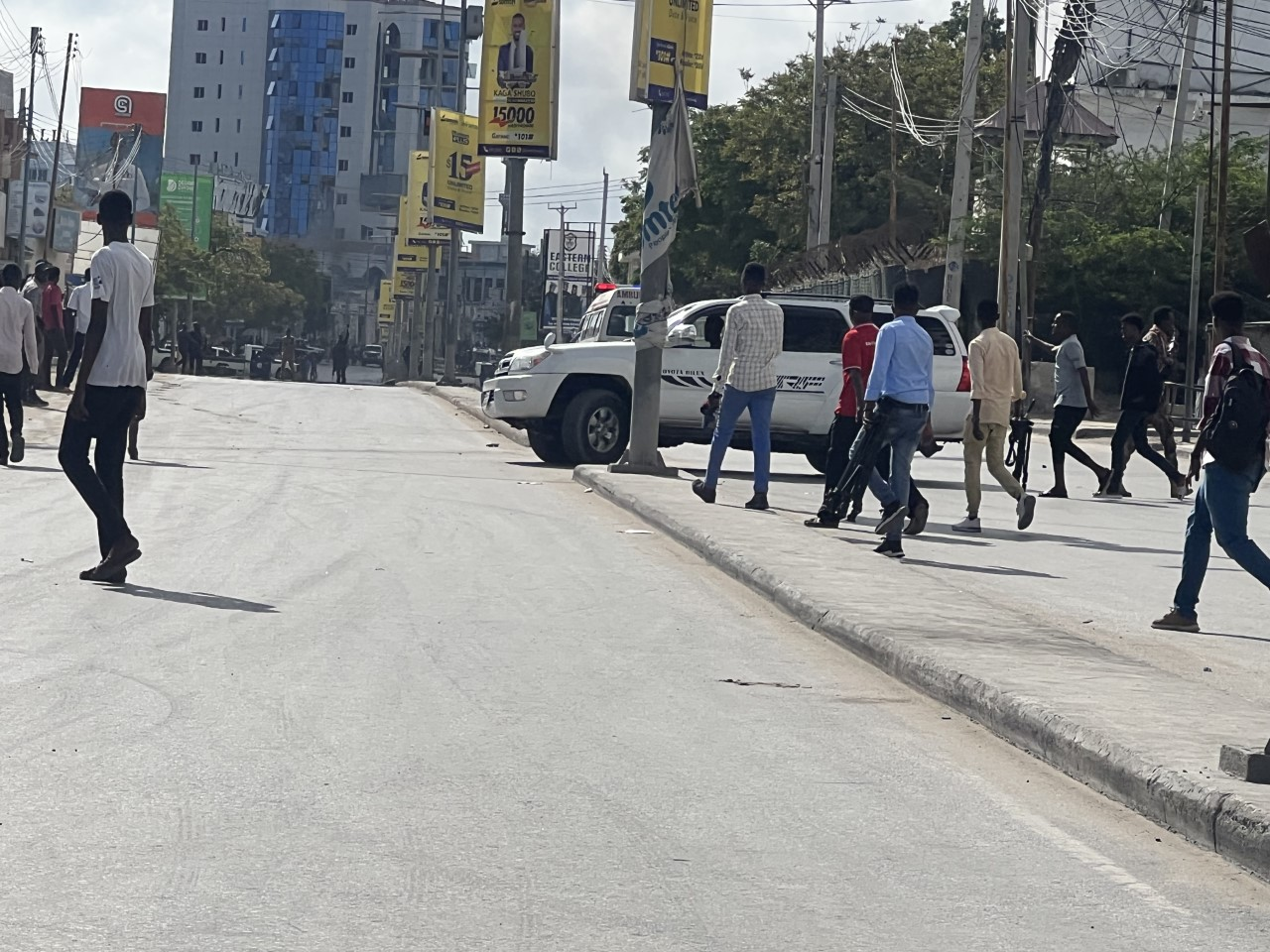
Passanten reagieren auf eine Explosion nach den Bombenanschlägen vom Oktober 2022

Der Anschlag in Mogadischu am 29. Oktober 2022 war ein Anschlag mit zwei Autobomben in Mogadischu, der Hauptstadt Somalias. Bei dem Anschlag kamen mindestens 100 Menschen ums Leben, 300 weitere wurden verletzt. Es handelte sich um den schwersten Anschlag in Mogadischu seit einem Bombenanschlag am gleichen Ort fünf Jahre zuvor, bei dem 587 Menschen ums Leben gekommen waren.

## Hintergrund
Al-Shabaab ist eine somalische islamisch-fundamentalistische salafistische Terrororganisation, die seit 2006 einen Aufstand gegen die somalische Regierung führt. Die Gruppe verübt regelmäßig Anschläge in Somalia, aber auch in Kenia, Uganda und Äthiopien. Im August 2022 griff al-Shabaab ein Hotel in Mogadischu an, wobei 21 Menschen ums Leben kamen. Anschließend kündigte der somalische Präsident Hassan Sheikh Mohamud einen „umfassenden Krieg“ gegen al-Shabaab an. Am 23. Oktober starben bei einem Anschlag auf ein Hotel in der Hafenstadt Kismaayo im Süden des Landes neun Menschen.
Der Terroranschlag in Mogadischu ereignete sich an einem Tag, an dem die Staatsführung, darunter der Staatspräsident und der Premierminister, über den Kampf gegen al-Shabaab berieten.

## Anschlag
Um 14 Uhr explodierte ein mit Sprengstoff beladener Wagen nahe der belebten Zobe-Kreuzung vor dem Bildungsministerium. Die Kreuzung war 2017 bereits Schauplatz eines ähnlichen Anschlags mit mehr als 500 Toten gewesen. Minuten später, als Rettungswagen und Ersthelfer am Ort der ersten Explosion eintrafen, detonierte eine zweite Autobombe. Die zweite Explosion ereignete sich während der geschäftigen Mittagszeit vor einem Restaurant. Durch die Wucht der Explosion zersprangen die Fenster der umliegenden Gebäude. Kurz nach den Sprengstoffexplosionen fielen Schüsse am Bildungsministerium. Einem Sanitäter zufolge setzte die zweite Explosion Krankenwagen in Brand, die mit dem Abtransport von Verletzten beschäftigt waren. Ein Fahrer und ein Ersthelfer sowie ein somalischer Voice-of-America-Reporter und ein Reuters-Fotograf wurden verletzt. Unter den Toten befanden sich außerdem ein TV-Reporter und viele Passagiere öffentlicher Verkehrsmittel.
Bei dem Anschlag kamen mindestens 100 Menschen ums Leben, 300 weitere wurden verletzt. Premierminister Hamza Abdi Barre zufolge waren an dem Anschlag vier Angreifer beteiligt, die alle ums Leben kamen.

## Folgen und Reaktionen
Der somalische Präsident besichtigte den Anschlagsort. Er beschuldigte die Terrorgruppe al-Shabaab, die sich typischerweise nicht zu besonders schweren Anschlägen bekennt, für das Massaker verantwortlich zu sein, und bat die internationale Gemeinschaft um medizinische Versorgung und Ärzte, appellierte an die Öffentlichkeit, in Krankenhäusern Blut zu spenden, und versprach kostenlose Bildung für die Kinder der Opfer dieses und vergangener al-Shabaab-Angriffe.
Am 1. November reklamierte al-Shabaab den Anschlag für sich.
Die Afrikanische Union verurteilte die Angriffe und betonte die „entscheidende Bedeutung“ der „andauernden Militäroffensive, um al-Shabaab weiter zu schwächen“. Die Mission der Vereinten Nationen in Somalia twitterte ihr Beileid und verurteilte den „abscheulichen Angriff“.